# Kerry Football Club
Maillots
Dernière mise à jour : 29 mai 2025.
Le Kerry Football Club est un club de football irlandais basé à Tralee dans le comté de Kerry. Le club dispute ses matchs à domicile au Mounthawk Park. Il joue en bleu et noir. Kerry FC intègre le championnat d'Irlande en 2023 en First Division.

## Histoire

### Football dans le comté de Kerry
La participation du comté de Kerry dans le football irlandais débute en 2002 quand est créé une équipe représentative du championnat local, la Kerry District League, pour qu'elle participe au championnat d'Irlande des moins de 21 ans. A la fin de la décennie, le Tralee Dynamos participe à l'éphémère troisième division du championnat d'Irlande le "A Championship",. Les Dynamos disputent cette compétition pendant les trois années de son existence de 2009 à 2011. Quand le A Championship est dissout en 2011, le Tralee Dynamos demande une licence pour participer au championnat d'Irlande, mais cette demande est rejetée,.
La Kerry District League continue sa participation dans les championnats de jeunes, rejoignant la Southern Elite Division du championnat d'Irlande des moins de 17 ans en 2016 puis le championnat des moins de 19 ans en 2019.

### Création du club
Le 22 juin 2022, le Kerry Football Club, une entité composée de la Kerry District League et d'un consortium dirigé par Brian Ainscough, Steven Conway et Billy Dennehy, annonce qu'il avait déposé une demande de licence pour participer au championnat d'Irlande pour la saison 2023,.
La demande est acceptée le 16 novembre 2022 et Kerry se voit accorder une licence pour la First Division, le deuxième niveau du championnat irlandais,,,,. Le club fonctionne sur une base totalement amateur pour la saison 2023 et doit jouer ses matchs au Mounthawk Park à Tralee. Billy Dennehy devient le premier manager du club et doit créer une équipe pour le championnat qui commence en février 2023. Le premier joueur à signer au club est le milieu de terrain de Treaty United Matt Keane.

### Première saison
L'exercice est compliqué pour le club du sud ouest de l'Irlande lors de cette première saison en first division. En effet, Kerry termine bon dernier avec seulement 10 points pris et une seule victoire, le 12 mai 2023 sur la pelouse d'Athlone.

### Deuxième saison
Lors de la neuvième journée de championnat, le Kerry Football Club remporte le 5 avril 2024 sa première victoire à domicile en First Division, une saison et 8 matchs après avoir été créé. En 2023, les Kerrymens avaient en effet remporté une seule rencontre, mais c'était à l'extérieur (contre Athlone Town), c'est donc bien la première fois qu'ils s'imposent à domicile. Leur adversaire à Mounthawk Park est pour l'occasion Longford Town, terrassé 3-0.
Cette saison montre de gros progrès pour cette équipe, qui, malgré sa dernière place renouvelée, remporte 5 matchs au total pour 12 matchs nul et 19 défaites.